# انقلاب آمریکا

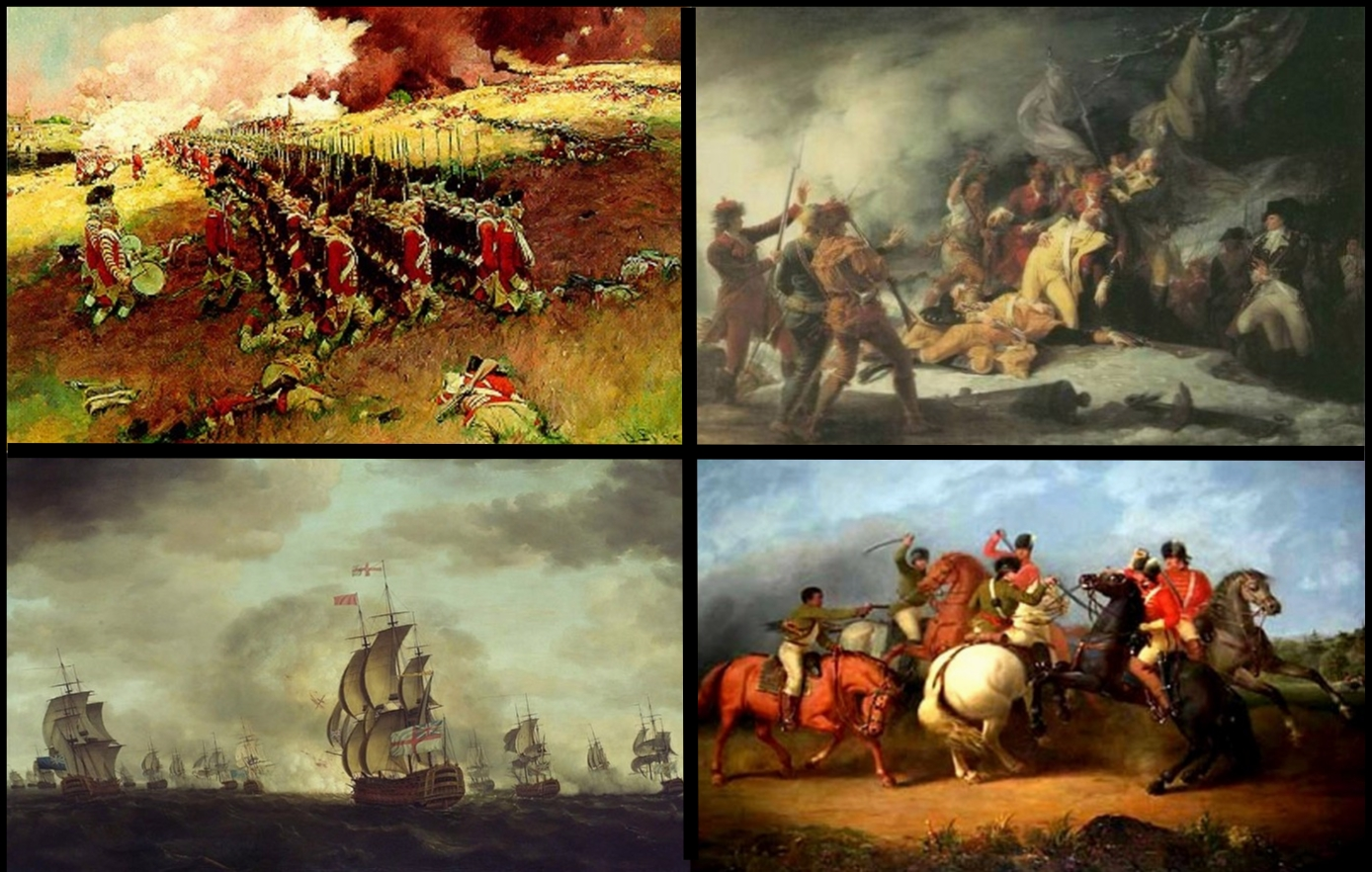

انقلاب آمریکا (به انگلیسی: American Revolution) یک انقلاب ایدئولوژیک و سیاسی بود که طی سال‌های ۱۷۶۵ تا ۱۷۸۳ در مستعمرات آمریکای شمالی رخ داد و در نهایت منجر به استقلال سیزده ایالت آمریکای شمالی از پادشاهی بریتانیا و تأسیس ایالات متحدهٔ آمریکا به عنوان نخستین لیبرال دموکراسی مدرن، در جهان گردید.
مستعمره‌نشینان آمریکایی نسبت به پرداخت مالیات به مجلس بریتانیا معترض بودند چراکه هیچگونه نمایندگی مستقیمی در این مجلس نداشتند. پیش از دهه ۱۷۶۰، مستعمره‌های بریتانیا در آمریکا، در امور داخلی خود از سطح بالایی از خودمختاری برخوردار بودند و این امور تحت حاکمیت قانونگذاران محلی قرار داشت. اما قانون تمبر مصوب ۱۷۶۵ مالیات داخلی بر مستعمره‌ها تحمیل کرد که به اعتراض مستعمره‌نشینان و تشکیل جلسه نمایندگان چندین مستعمره در «کنگره‌ی قانون تمبر» منجر شد. پس از لغو این قانون توسط بریتانیا تنش‌ها مدتی آرام شد اما در سال ۱۷۶۷، پس از تصویب قوانین تاونزند، دوباره اعتراض‌ها بالا گرفت. دولت بریتانیا در ۱۷۶۸ سربازان خود را به بوستون فرستاد تا ناآرامی‌ها را سرکوب کنند که کشتار بوستون در ۱۷۷۰ را رقم زد. دولت بریتانیا بخش اعظم حقوق و عوارض دولتی مندرج در قوانین تاونزند را در ۱۷۷۰ لغو کرد اما برای آنکه حق وضع مالیات مجلس بریتانیا بر مستعمره‌ها را به شکلی نمادین نشان بدهد، مالیات چای را حفظ کرد. به آتش کشیدن کشتی گَسپی در رودآیلند در ۱۷۷۲، تصویب قانون چای در ۱۷۷۳ و مهمانی چای بوستون در دسامبر ۱۷۷۳، منجر به بالاگرفتن دور جدیدی از تنش‌ها شد. بریتانیایی‌ها با بستن بندر بوستون و تصویب یک سری قوانین کیفری به این تنش‌ها پاسخ دادند که عملاً مزایای خودمختاری مستعمره‌ی ماساچوست‌بی را لغو می‌کرد. مستعمره‌های دیگر به حمایت از ماساچوست برخاستند و دوازده مستعمره از سیزده مستعمره، نمایندگان خود را در اواخر سال ۱۷۷۴ به نخستین کنگره قاره‌ای فرستادند تا برای مقاومت در برابر بریتانیا هماهنگ شوند. مخالفان بریتانیا با نام پاتریوت (میهن‌دوست) یا ویگز (Whigs) شناخته می‌شدند. مستعمره‌نشینانی را که همچنان به سلطنت بریتانیا وفادار بودند وفادارماندگان (لویالیست) یا توریز (Tories) می‌خواندند.
آتش جنگ هنگامی شعله‌ور شد که سربازان بریتانیایی که برای ضبط مهمات نظامی فرستاده شده بودند، در ۱۹ آوریل ۱۷۷۵ با مقاومت شبه‌نظامیان پاتریوت در لکسینگتون و کنکورد روبرو شدند. شبه‌نظامیان پاتریوت همراه با ارتش قاره‌ای که به تازگی تشکیل شده بود، نیروهای بریتانیا را در بوستون محاصره کردند و نیروهای دریایی بریتانیا وادار به عقب‌نشینی شدند. هر یک از مستعمره‌ها یک «کنگره استانی» تشکیل داد که قدرت را از دولت‌های استعماری قبلی می‌گرفت، وفاداری به سلطنت بریتانیا را سرکوب می‌کرد و به ارتش قاره‌ای به رهبری فرمانده کل قوا ژنرال جرج واشنگتن کمک می‌کرد. پاتریوت‌ها در زمستان ۱۷۷۶–۱۷۷۵ تلاش کردند شهر کبک را تصرف کنند اما موفق نشدند.
کنگره قاره‌ای پادشاه جرج سوم را فردی مستبد معرفی کرد که حقوق مستعمره‌نشینان به‌عنوان اتباع انگلیس را زیر پا گذاشته، و در ۴ ژوئیه ۱۷۷۶ در سندی که به اعلامیه استقلال ایالات متحده آمریکا مشهور است، مستعمرات را آزاد و مستقل اعلام کرد. رهبران پاتریوت پای‌بندی خود به فلسفه‌های سیاسی لیبرالیسم و جمهوری‌خواهی را اعلام کرده و حکومت پادشاهی و آریستوکراسی را مردود دانستند. در اعلامیه استقلال ذکر شد که همه مردمان برابر آفریده شده‌اند، هرچند قرن‌ها طول کشید تا متمّم‌های قانون اساسی و قوانین فدرال آمریکا حقوق برابر سیاه‌پوستان آمریکا، بومیان آمریکا، سفیدپوست‌های فرودست و زنان را به رسمیت بشناسند.
بریتانیا نیویورک و بندر استراتژیک آن را در تابستان ۱۷۷۶ تصرف کرد و تا پایان جنگ تحت کنترل خود نگه داشت. در اکتبر ۱۷۷۷، ارتش قاره‌ای موفق شد نیروهای بریتانیا را در نبرد ساراتوگا شکست بدهد و پس از آن فرانسه نیز به عنوان متحد ایالات متحده وارد جنگ شد که این جنگ را به یک مخاصمه جهانی تبدیل کرد. ارتش بریتانیا بندرها را مسدود کرد و سایر شهرها را برای مدتی تحت کنترل خود گرفت، اما موفق نشد نیروهای ژنرال جرج واشنگتن را نابود کند. بریتانیا که پیش‌بینی می‌کرد وفادارماندگان به کمکش بیایند، تلاش کرد ایالت‌های جنوبی را در اختیار بگیرد و جنگ را به جنوب ببرد. در اوایل ۱۷۸۰، ژنرال بریتانیایی چارلز کورن‌والیس موفق شد نیروهای آمریکایی را در چارلستون، کارولینای جنوبی شکست بدهد اما نتوانست از میان وفادارماندگان رزمنده داوطلب کافی جذب کند و نیروهای فرانسوی موفق شدند لشکر کورن‌والیس را در پاییز ۱۷۸۱ در محاصره یورک‌تاون شکست بدهند و این رخداد عملا به جنگ پایان داد. معاهده پاریس که در ۳ سپتامبر ۱۷۸۳ به امضا رسید، رسما به این مخاصمه پایان داد و جدایی کامل این ملت جدید از امپراتوری بریتانیا را تایید نمود. ایالات متحده مالکیت سرزمین‌های شرق رود می‌سی‌سی‌پی و جنوب دریاچه‌های بزرگ را از آن خود کرد، بریتانیا کنترل کانادای شمالی (آمریکای شمالی بریتانیا) را حفظ نمود، و اسپانیا کنترل فلوریدا را به دست گرفت.
از جمله نتایج مهم و چشمگیر انقلاب آمریکا، استقلال آمریکایی‌ها و پایان سوداگرایی بریتانیایی‌ها در آمریکا بود و پس از آن، درهای تجارت جهانی به روی ایالات متحده گشوده شد، از جمله تجارت با خود بریتانیا. آمریکایی‌ها مدت کوتاهی پس از استقلال، قانون اساسی ایالات متحده آمریکا را تصویب کردند که به موجب آن یک دولت ملی قوی با ساختار جمهوری فدرال تشکیل می‌شد و مشتمل بود بر ریاست‌جمهوری انتخابی، قوه قضائیه ملی، و قوه مقننه دومجلسی در قالب کنگره ایالات متحده آمریکا که در آن مجلس سنا شامل نمایندگان ایالت‌ها و مجلس نمایندگان شامل نمایندگان مردم است. مدت کوتاهی پس از آن، منشور حقوق ایالات متحده آمریکا به عنوان ده متمّم نخست به تصویب رسید که ضامن حقوق اساسی افراد بود. حدود ۶۰ هزار نفر از وفادارماندگان به دیگر سرزمین‌های امپراتوری بریتانیا کوچ کردند خصوصا به کانادا، اما اکثر آنها در ایالات متحده ماندند.

## خاستگاه
۱۶۵۱ تا ۱۷۶۸ : بذرهای اولیه
دولت انگلستان از اواسط قرن هفدهم یعنی از سال ۱۶۵۱ تلاش می‌کرد که تجارت در مستعمرات آمریکا (آمریکای بریتانیا) را تحت نظارت و کنترل خود دربیاورد. پارلمان بریتانیا در ۹ اکتبر همان سال، «قوانین دریانوردی» را به منظور تقویت سیاست سوداگرایی و با هدف تضمین ثروتمندشدن بریتانیای کبیر تصویب نمود که البته به معنای ممنوعیت تجارت مستعمرات آمریکا با سایر ملل جهان بود. این قوانین، کشت تنباکو توسط تولیدکنندگان بریتانیایی را ممنوع، و کشتی‌سازی – به خصوص در مستعمرات نیوانگلند – را تشویق می‌نمود. برخی بر این عقیده‌اند که تاثیر اقتصادی این قوانین بر مستعمره‌نشینان اندک بود، اما اصطکاک سیاسی‌ ایجادشده در اثر این قوانین، جدی‌ بود زیرا بازرگانانی که بیش از همه تحت تاثیر مستقیم این قوانین قرار می‌گرفتند، در عرصه سیاست نیز فعال‌تر از سایرین بودند.
جنگ موسوم به «جنگ پادشاه فیلیپ» فیمابین مستعمره‌نشینان و ساکنان بومی نیوانگلند در سال ۱۶۷۸ به پایان رسید. انگلستان در این جنگ هیچگونه کمک و پشتیبانی به مستعمره‌نشینان نیوانگلند نکرده بود و همین امر در ایجاد یک هویت منحصربه‌فرد برای مستعمره‌نشینان موثر بود، هویتی که از هویت مردم بریتانیا کاملا جدا بود. اما چارلز دوم در دهه ۱۶۸۰ مصمم شد که مستعمرات نیوانگلند را تحت مدیریت مرکزی‌تری  دربیاورد تا بتواند سود بیشتری از تجارت این مناطق را نصیب بریتانیا کند. مستعمرات نیوانگلند سرسختانه با تلاش‌های چارلز دوم مخالفت کردند و پادشاهی بریتانیا نیز در واکنش، منشورهای استعماری آنها را ابطال کرد. جانشین چارلز یعنی جیمز دوم در سال ۱۶۸۶ این تلاش‌ها را نهایی کرد و «اتحادیه نیوانگلند» را تاسیس نمود. ایجاد این اتحادیه، نفرتی تلخ در کل نیوانگلند ایجاد کرد. اجرایی‌شدن قوانین منفور دریانوردی و تضعیف دموکراسی محلی نیز مستعمره‌نشینان را خشمگین کرده بود. اما اهالی نیوانگلند با وقوع انقلاب شکوهمند در انگلستان و خلع جیمز دوم از سلطنت، دلگرم شدند و با قیامی مردمی در نیوانگلند، اتحادیه را در ۱۸ آوریل ۱۶۸۹ برانداختند. پس از این قیام، دولت‌های مستعمرات کنترل خود را مجددا برقرار کردند و دولت‌های بعدی بریتانیا نیز دیگر تلاشی برای احیای اتحادیه به کار نبستند.
دولت‌های بعدی بریتانیا به تلاش خود برای وضع مالیات بر برخی کالاها ادامه دادند و قوانینی برای تنظیم تجارت پشم، کلاه و ملاس تصویب کردند. به خصوص قانون ملاس مصوب ۱۷۳۳ به شدت خشم مستعمره‌نشینان را برانگیخت زیرا بخش چشمگیری از تجارت مستعمرات متکی به ملاس بود. این مالیات‌ها آسیب شدیدی به اقتصاد نیوانگلند وارد ساخت و منجر به افزایش قاچاق، رشوه و ارعاب مقامات گمرکی شد. جنگ‌های استعماری در داخل آمریکا نیز منبع ایجاد تنش‌های قابل توجه بود. بریتانیایی‌ها در جریان «جنگ پادشاه جورج»، قلعه نظامی لوئیزبورگ را تصرف کردند اما مدتی بعد در سال ۱۷۴۸ این قلعه را به فرانسه پس دادند. مستعمره‌نشین‌های نیوانگلند از این بابت بسیار ناراضی بوده و می‌گفتند که علیرغم کشته دادن و صرف هزینه‌ای گزاف، بریتانیا فتوحات آنها را به دشمن سابقشان پس داده است.
برخی نویسندگان تاریخ انقلاب آمریکا را به پیروزی ائتلاف بریتانیا در جنگ هفت‌ساله در ۱۷۶۳ بازگردانده‌اند و جنگ فرانسویان و سرخپوستان را عرصه آمریکایی جنگ هفت ساله قلمداد می‌کنند. لورنس هنری گیپسون معتقد است که می‌توان انقلاب آمریکا را پیامد جنگ انگلیس-فرانسه در جهان جدید دانست که طی سال‌های ۱۷۵۴ تا ۱۷۶۳ انجام شد.
اعلامیه سلطنتی ۱۷۶۳ خطوط مرزی جدیدی در سرزمین‌های غرب کبک (شهر) و کوه‌های آلگنی ترسیم کرد و این مناطق را سرزمین مردمان بومی آمریکا اعلام نمود و مستعمره‌سازی در این مناطق را به مدت دو سال ممنوع کرد. مستعمره‌نشینان به این امر اعتراض کردند که باعث شد خطوط مرزی با امضای چند معاهده با قبایل بومی اصلاح شوند. در نتیجه این معاهدات، بخش عمده خاک کنتاکی و ویرجینیای غربی به روی شهرک‌سازی استعماری باز می‌شد.
از لحاظ سیاسی، خاستگاه انقلاب آمریکا را باید در درگیری‌های طولانی‌مدت بین بریتانیا و فرانسه در آمریکای شمالی بین سال‌های ۱۷۵۴ تا ۱۷۶۳ مشهور به جنگ هفت ساله جستجو کرد که موجب تهی شدن خزانهٔ دو امپراتوری شد. پس از این جنگ‌ها و وضع مالیات‌های سنگین از سوی پارلمان بریتانیا و جورج سوم پادشاه این کشور، سیزده مستعمره‌نشین آمریکا اعلام کردند تا زمانی که نمایندگانی از ایشان در پارلمان حضور نداشته باشد و بر وضع قوانین و مالیات‌ها نظارتی نکنند، از قوانین مالی و تجاری بریتانیا اطاعت نخواهند کرد و تجارت با سرزمین مادری را تحریم خواهند نمود. پارلمان در پاسخ با بیان اینکه مستعمره‌نشین‌ها در سراسر دنیا شرکت‌های تجاری متعلق به بریتانیا هستند، و پارلمان بریتانیا برای وضع قوانین و مالیات‌ها از ساکنان مستعمره‌نشین‌ها اجازه نمی‌گیرد، درخواست مستعمره‌نشین‌های آمریکا را رد کرد.
۱۷۶۴ تا ۱۷۶۶: وضع و لغو مالیات
پارلمان بریتانیا در سال ۱۷۶۴ «قانون شکر» را تصویب کرد که عوارض گمرکی موجود بر شکر و ملاس را کاهش می‌داد اما اقدامات سختگیرانه‌تری برای اجرا و جمع‌آوری مالیات وضع می‌نمود. همان سال، نخست وزیر جورج گرینویل پیشنهاد کرد که برای افزایش درآمد، از مستعمره‌نشینان مالیات مستقیم گرفته شود اما اقدام در این خصوص را به تعویق انداخت تا ببیند آیا خود مستعمره‌نشینان راهی برای افزایش درآمد پیشنهاد می‌کنند یا خیر.
گرینویل در ۱۷۶۲ اظهار کرده بود که کل درآمد حاصل از گمرک‌های آمریکا بالغ بر یک یا دو هزار پوند در سال می‌شود، و خزانه‌داری انگلستان سالانه هفت تا هشت هزار پوند بابت جمع‌آوری این مبلغ می‌پردازد. بنجامین فرانکلین بعدها در سال ۱۷۷۶ این موضوع را رد کرده و گفته بود که آمریکایی‌ها نقش بسیار مهمی در دفاع از امپراتوری ایفا می‌کردند. او ادعا می‌کرد که دولت‌های محلی مستعمرات، در جنگ با فرانسه ۲۵ هزار سرباز در اختیار بریتانیا گذاشته‌اند که برابر با تعداد سربازان خود بریتانیا بوده، و میلیون‌ها میلیون از خزانه‌داری‌های آمریکا در جنگ فرانسویان و سرخپوستان هزینه شده است.

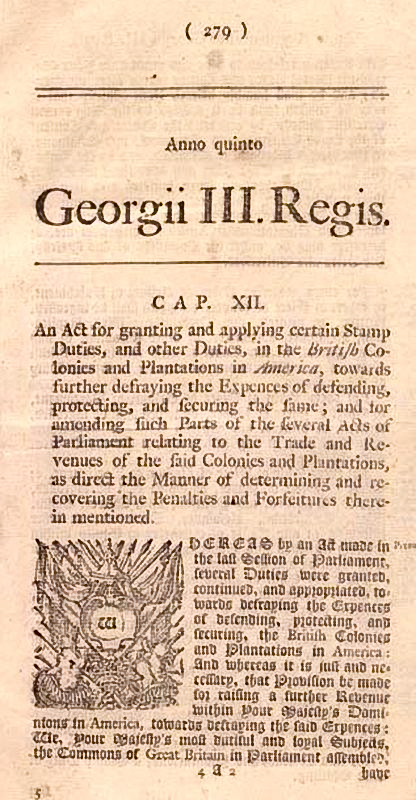
اعلان قانون تمبر مصوب ۱۷۶۵ در یک روزنامه.

پارلمان بالاخره در مارس ۱۷۶۵ قانون تمبر را تصویب کرد که برای اولین بار بر مستعمرات مالیات مستقیم وضع می‌کرد. کلیه اسناد، روزنامه‌ها، تقویم‌ها، جزوه‌ها و حتی ورق‌های پاسور باید تمبر می‌خوردند. مستعمره‌نشینان به بالا بودن مالیات اعتراض نکردند چراکه واقعا مبلغ بالایی نداشت. اعتراض آنها به فقدان نمایندگی ایشان در پارلمان بود که باعث می‌شد آنها هیچ نقشی در قوانینی که تصویب می‌شد و بر آنها اثر می‌گذاشت نداشته باشند. با این وجود، در پایان جنگ اخیر، پادشاهی بریتانیا باید تکلیف حدود ۱۵۰۰ افسر متنفذ ارتش بریتانیا را روشن می‌کرد. تصمیم بر این شد که این افراد را به صورت مامور و با حقوق کامل نگه دارند اما یگان‌های آنها در جاهای دیگر مستقر شوند. استقرار ارتش آماده در بریتانیای کبیر طی دوره صلح به جهت سیاسی غیرقابل‌قبول بود، بنابراین تصمیم بعدی این بود که این یگان‌ها را در آمریکا مستقر کنند و هزینه آن را هم مستعمره‌نشینان آمریکا بدهند. این سربازها هیچ ماموریت نظامی نداشتند و برای دفاع از مستعمرات هم آنجا نبودند چرا که تهدیدی علیه مستعمرات وجود نداشت.
تشکل مخفی پسران آزادی مدت کوتاهی پس از تصویب این قانون در ۱۷۶۵ ایجاد شد و این تشکل از تظاهرات عمومی، بایکوت و تهدید به خشونت استفاده می‌کردند تا جلوی اجرای قوانین مالیاتی بریتانیا را بگیرند. در بوستون، اعضای این تشکل اسناد و سوابق دادگاه‌ را سوزاندند و خانه قاضی تامس هاچینسون را غارت کردند. در پی این اتفاقات، در اکتبر همان سال، ۹ مستعمره نمایندگان خود را به کنگره قانون تمبر در نیویورک اعزام کردند. میانه‌روها به رهبری جان دیکینسون، متن «اعلامیه حقوق و شکایات» را تنظیم کردند و اظهار نمودند که مالیات وضع‌شده بدون نمایندگی در پارلمان، حقوق آنها به عنوان اتباع انگلستان را نقض می‌کند و مستعمره‌نشینان بر عزم راسخ خود برای بایکوت اجناس وارداتی از بریتانیا تاکید کردند.
پارلمان بریتانیا در وست‌مینستر خود را مقام عالی قانونگذاری در سراسر ممالک متعلق به بریتانیا می‌دید و به همین دلیل خود را محق می‌دید که بدون تایید مستعمرات یا حتی مشورت با آنها، دست به وضع مالیات بزند. استدلال آنها این بود که مستعمرات از نظر حقوقی به منزله شرکت‌های بریتانیایی و مادون پارلمان بریتانیا هستند و به نمونه‌های فراوانی در گذشته اشاره کردند که پارلمان قوانین لازم‌الاجرایی برای مستعمرات وضع کرده بود. پارلمان اصرار داشت که مستعمرات عملا مانند اغلب مردم بریتانیا از «نمایندگی مجازی» در پارلمان برخوردارند چراکه تنها اقلیت کوچکی از مردم بریتانیا نمایندگان خود در پارلمان را انتخاب می‌کنند، اما آمریکایی‌هایی مانند جیمز اوتیس اشاره می‌کردند که هیچ فردی از طرف آنها در پارلمان بریتانیا «نمایندگی مجازی» ندارد.
دولت چارلز واتسون-ونتورث راکینگهام در ژوئیه ۱۷۶۵ به قدرت رسید و پارلمان در حال مباحثه بر سر این موضوع بود که آیا قانون تمبر را لغو کند یا برای اجرای آن لشکری به مستعمرات بفرستد. بنجامین فرانکلین طرفدار لغو این قانون بود و توضیح داد که مستعمرات در چندین جنگ علیه فرانسه و مردمان بومی، هزینه‌های انسانی و مالی سنگینی برای دفاع از امپراتوری داده‌اند و وضع مالیات اضافه بر آنها ناعادلانه است و ممکن است موجب شورش شود. پارلمان موافقت کرده و قانون تمبر را در فوریه ۱۷۶۶ لغو نمود اما طی اعلامیه‌ای در مارس ۱۷۶۶ تاکید کرد که پارلمان اختیار کامل برای وضع قانون بر مستعمرات را «در هر مورد» محفوظ می‌دارد. لغو این قانون جشن و پایکوبی‌های گسترده‌ای در مستعمرات به دنبال داشت.

تصویری از مهمانی چای بوستون در ۱۷۷۳

۱۷۶۷ تا ۱۷۷۳: قوانین تاونزند و قانون چای
در ۱۷۶۷، پارلمان بریتانیا قوانین تاونزند را تصویب کرد که به موجب آن، بر تعدادی از کالاهای عمده مثل کاغذ، شیشه و چای عوارض دولتی وضع می‌شد و در بوستون یک هیئت گمرکی تشکیل داد که بر اجرای قوانین تجاری نظارت سختگیرانه داشته باشد. اجرای این قانون موجب نارضایتی مستعمره‌نشینان شد و بخشی از آنها دست به بایکوت کالاهای وارداتی از بریتانیا زدند که البته تاثیر چشمگیری نداشت زیرا کالاهای مشمول قوانین تاونزند بسیار پرمصرف بودند.
در فوریه ۱۷۶۸، مجلس محلی ماساچوست‌بی طی نامه‌ای از دیگر مستعمرات خواست که در این مقاومت به آنها بپیوندند. در همین حال، در بوستون شورشی بر سر توقیف یک کشتی به نام لیبرتی به اتهام قاچاق به راه افتاد و مقامات گمرکی مجبور به فرار شدند. بریتانیا برای سرکوب شورش، سربازان خود را به بوستون فرستاد. در ژانویه ۱۷۶۹، پارلمان بریتانیا در واکنش به ناآرامی‌ها، قانون کیفری مصوب ۱۵۴۳ درخصوص خیانت به کشور را به جریان انداخت و به فرماندار ماساچوست دستور داد که شواهد و مدارک مربوط به ارتکاب خیانت علیه کشور را جمع‌آوری کند. این تهدید باعث افزایش خشم و نارضایتی شد اما به مرحله اجرا نرسید.
در ۵ مارس ۱۷۷۰، عده‌ای از مردم بوستون دور گروهی سرباز بریتانیایی جمع شده و شروع به تهدید و پرتاب گلوله برفی و سنگ به سوی آنها کردند. سربازان دستور شلیک نداشتند اما به سوی جمعیت تیراندازی کردند. ۱۱ نفر گلوله خوردند؛ سه نفر در جا کشته شدند و دو نفر پس از حادثه. این رخداد فورا به نام کشتار بوستون معروف شد. سربازان مسئول حادثه محاکمه و تبرئه شدند (به وکالت جان آدامز) اما این حادثه نفرت و نارضایتی مستعمره‌نشینان را تشدید کرد و رابطه میان مستعمره ماساچوست و دولت بریتانیا رو به وخامت گذاشت.

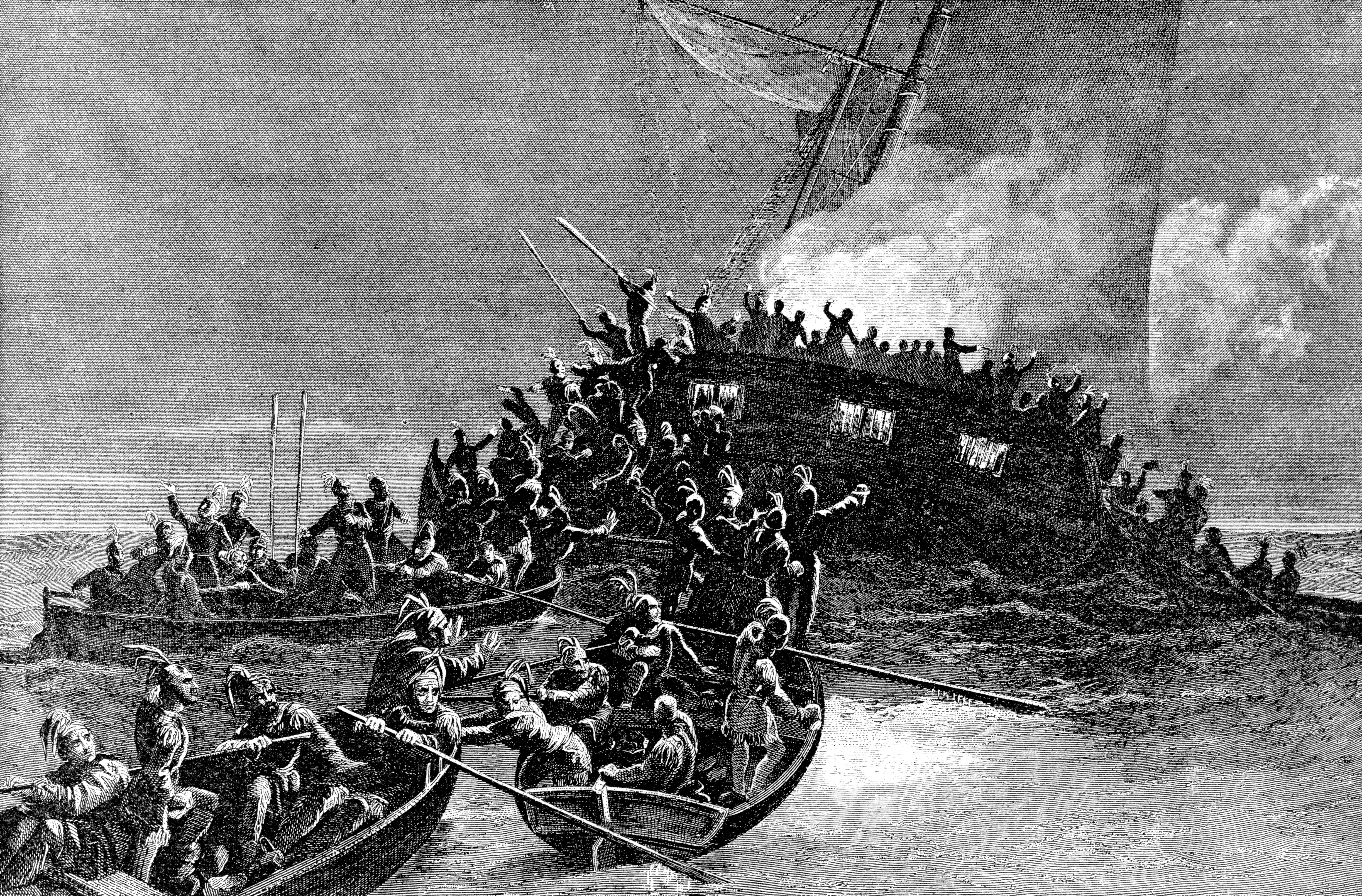
در ۱۷۷۲، پسران آزادی کشتی بریتانیایی گَسپی را به آتش کشیدند.

در ژوئن ۱۷۷۲، پاتریوت‌های آمریکایی یک کشتی بریتانیا را به آتش کشیدند که این حادثه به ماجرای گَسپی مشهور شد.
در سال ۱۷۷۳، پارلمان بریتانیا قانون چای را تصویب کرد تا قیمت چای صادراتی به مستعمرات را پایین بیاورد و به کمپانی هند شرقی بریتانیا کمک کند که چای هلندی قاچاقی را زیر قیمت بفروشد. در اعتراض به این قانون، در دسامبر ۱۷۷۳، عده‌ای از شهروندان بوستون به رهبری ساموئل آدامز که شبیه بومیان آمریکا لباس پوشیده بودند تا شناسایی نشوند وارد کشتی‌های کمپانی هند شرقی شدند و محموله‌های چای به ارزش ۱۰ هزار پوند را به آب ریختند. دهه‌ها بعد، این رخداد به نام مهمانی چای بوستون مشهور شد.

۱۷۷۴ تا ۱۷۷۵ : مصوبه‌های تحمل‌ناپذیر
در پاسخ به ناآرامی‌ها، دولت بریتانیا چندین قانون تصویب کرد که به نام مصوبه‌های تحمل‌ناپذیر شناخته می‌شود و تصویب آنها دیدگاه مستعمره‌نشینان را نسبت به بریتانیایی‌ها بدتر کرد. این چهار قانون محدودیت‌های جدی علیه مستعمره‌ها به خصوص مستعمره ماساچوست وضع می‌کرد. پاتریوت‌های ماساچوست در واکنش به این اقدام یک دولت سایه تشکیل داده و شروع به آموزش نیروهای شبه‌نظامی در خارج از بوستون کردند.
در سپتامبر ۱۷۷۴، نخستین کنگره قاره‌ای تشکیل شد. هریک از مستعمرات در این کنگره نمایندگانی برای تثبیت و هماهنگی اقدامات جمعی داشتند. جان آدامز در این کنگره پیشنهاد کرد که مستعمرات اعلام کنند حاضر به اطاعت داوطلبانه از پارلمان بریتانیا هستند اما در مقابل هرگونه مالیات و عوارض مخفیانه مقاومت خواهند کرد و کنگره این پیشنهاد را تصویب کرد. همچنین کنگره از تاریخ ۱ دسامبر ۱۷۷۴ دستور بایکوت تمام کالاهای بریتانیایی را تصویب کرد که توسط کمیته‌های منصوب کنگره به اجرا گذاشته می‌شد.

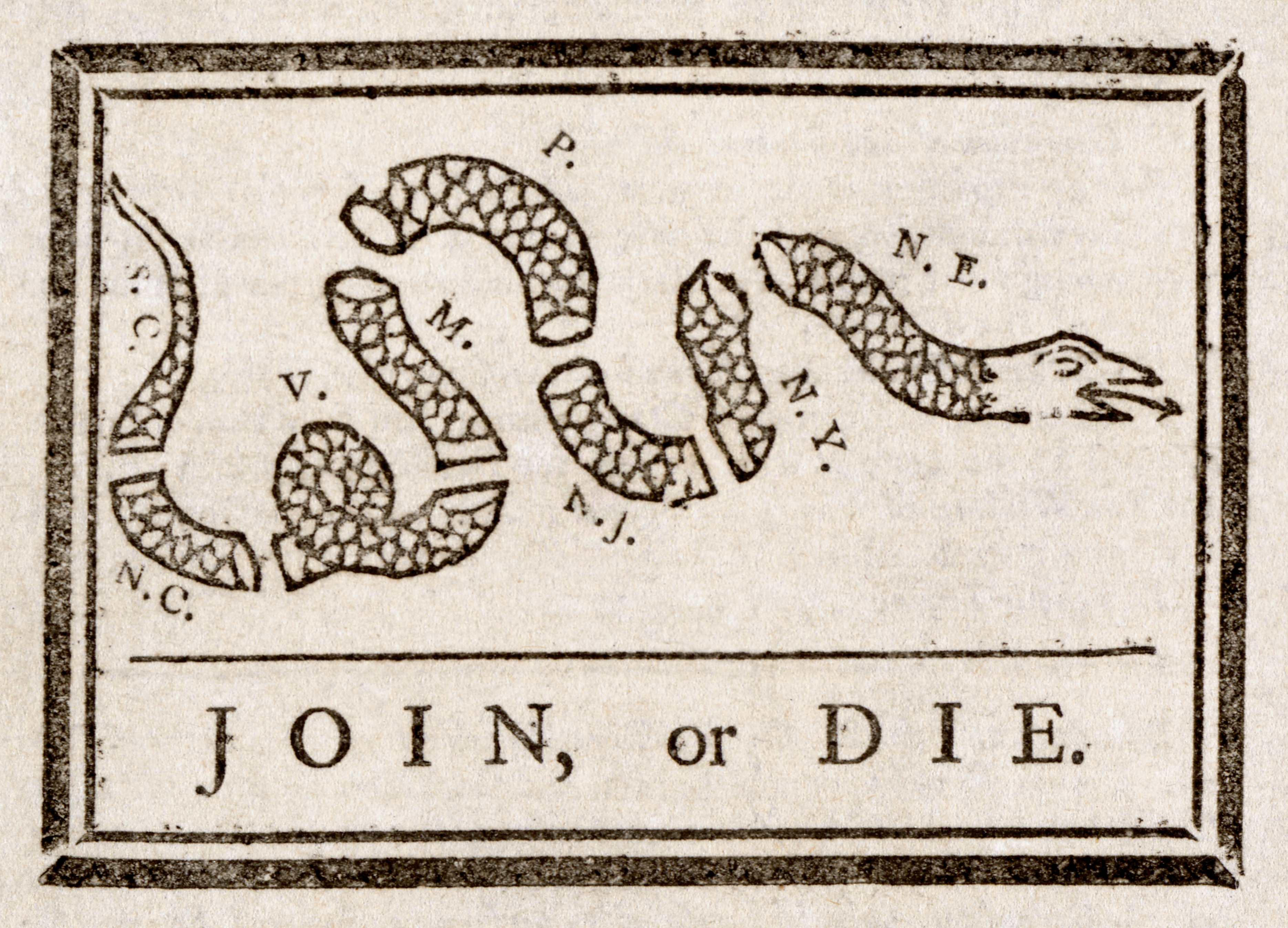
اتحاد یا فنا، طرحی منسوب به بنجامین فرانکلین که برای تشویق مستعمرات سیزده‌گانه به اتحاد علیه سلطه بریتانیا منتشر شد.

## مخاصمات نظامی
در فوریه ۱۷۷۵ در ماساچوست اعلام وضعیت طغیان شد و پادگان بریتانیایی‌ها دستور خلع سلاح شورشی‌ها و بازداشت رهبران آنها را دریافت کرد که این امر منجر به وقوع نبردهای لکسینگتون و کنکورد در آوریل ۱۷۷۵ شد. پاتریوت‌ها شهر بوستون را محاصره کردند، نیروهای ارتش بریتانیا را از تمام مستعمرات اخراج نمودند و کنترل  را به دست گرفتند. در این شرایط، اعضای دومین کنگره قاره‌ای درخصوص راه پیش رو دچار تفرقه شدند اما در نهایت تصمیم به مصالحه با جرج سوم گرفتند. پادشاه حاضر به پذیرش مصالحه نشد و اعلام کرد که مستعمرات در وضعیت طغیان هستند و اعضای کنگره خائن محسوب می‌شوند.
در مارس ۱۷۷۶، ارتش قاره‌ای به فرماندهی جرج واشنگتن، نیروهای بریتانیا را وادار به ترک بوستون کرد. انقلابیون اکنون کنترل کامل مستعمرات سیزده‌گانه را در دست داشتند و آماده اعلام استقلال بودند. هنوز وفادارماندگان بسیاری در مستعمرات باقی مانده بودند اما دیگر کنترل هیچ سرزمینی را به دست نداشتند و افسران ارتش بریتانیا نیز گریخته بودند.

## ایجاد قانون اساسی برای هر ایالت
در پی نبرد بانکرهیل در ژوئن ۱۷۷۵، پاتریوت‌ها کنترل ماساچوست را به دست گرفتند و وفادارماندگان ناگهان خود را در وضعیت دفاعی و فاقد هرگونه پشتیبانی از ارتش بریتانیا دیدند. در کل مستعمرات سیزده‌گانه، پاتریوت‌ها دولت‌های موجود را برانداختند، دادگاه‌ها را بستند و مقامات بریتانیا را بیرون کردند. پس از آن به سراغ تشکیل مجامع انتخابی و قانونگذاران جدید رفتند و هر مستعمره قانون اساسی جدید مخصوص به خود را تصویب کرد که جایگزین منشورهای سلطنتی بریتانیا می‌شد. مستعمرات اعلام کردند که از این پس ایالت هستند و نه مستعمره.
نیوهمپشایر نخستین ایالتی بود که قانون اساسی خود را در ۵ ژانویه ۱۷۷۶ تصویب کرد. در مه ۱۷۷۶، کنگره هرگونه حاکمیت و اختیار سلطنتی را مردود اعلام و حاکمیت محلی را جایگزین آن نمود. ویرجینیا، کارولینای جنوبی و نیوجرسی قوانین اساسی خود را پیش از ۴ ژوئیه همان سال تصویب کردند. رود آیلند و کنتیکت صرفا منشورهای سلطنتی موجود خود را برداشته و تمام ارجاعات به سلطنت را حذف کردند. تمامی ایالات جدید متعهد به جمهوری‌خواهی بودند و هیچ مقام موروثی نداشتند. 
نکات برجسته قانون اساسی ایالاتی مانند مریلند، ویرجینیا، دلاور، نیویورک و ماساچوست عبارت بود از:
- شرط مالکیت زمین برای رأی‌دادن - شرایط بیشتر برای مناصب انتخابی
- قوه مقننه دومجلسی،‌ نظارت مجلس اعلی بر مجلس سفلی
- قدرت بالای فرماندار - اختیار وتوی قوانین و اختیارات قابل توجه در زمینه انتصاب مقامات
- کاهش یا حذف محدودیت تصدی چند مقام دولتی توسط یک فرد
- تداوم دین رسمی

نکات برجسته قانون اساسی پنسیلوانیا، نیوجرسی و نیوهمپشایر عبارت بود از:
- حق رأی‌گیری مردانه جهانی، یا شرط مالکیت حداقلی برای رای‌دادن یا کسب منصب (نیوجرسی به برخی بیوگان صاحب زمین حق رای داد که البته ۲۵ سال بعد از این اقدام عقب‌نشینی کرد)
- قوه مقننه دومجلسی و قوی
- تضعیف اختیارات فرماندار، بدون اختیار وتوی قوانین و اختیارات محدود برای انتصاب مقامات
- ممنوعیت تصدی چند مقام دولتی توسط یک فرد

مفاد رادیکال قانون اساسی پنسیلوانیا تنها ۱۴ سال دوام آورد. در ۱۷۹۰، محافظه‌کاران قدرت را در قوه مقننه این ایالت به دست گرفتند و کنوانسیون قانون اساسی جدیدی تشکیل دادند و قانون اساسی را بازنویسی کردند. قانون اساسی جدید، حق رأی‌گیری مردانه جهانی را کاهش داد، به فرماندار اختیار وتو و اختیارات گسترده انتصابی داد و یک مجلس دیگر به قوه مقننه افزود.

## استقلال و اتحاد ایالت‌ها

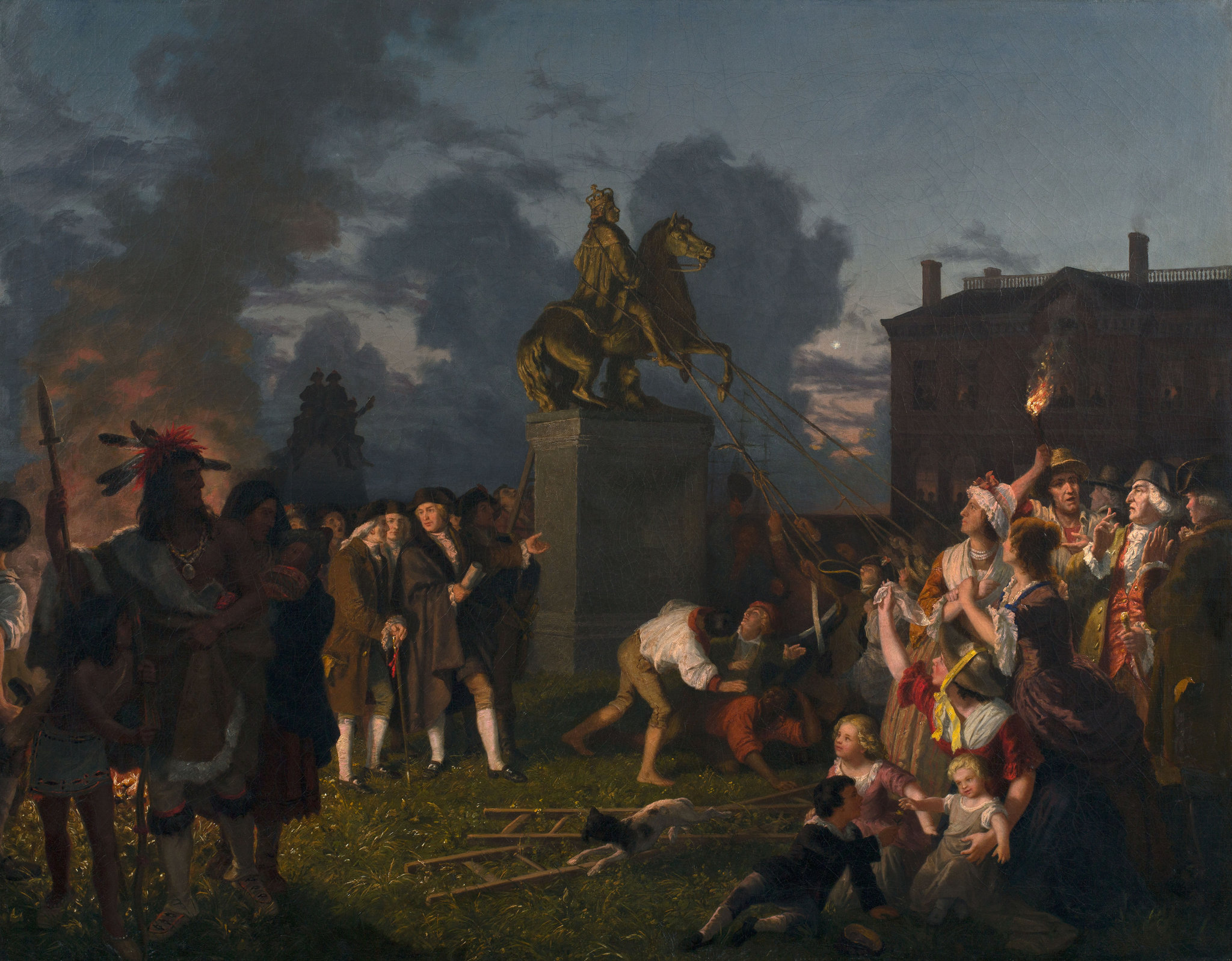
پایین کشیدن مجسمه جرج سوم

در آوریل ۱۷۷۶، کنگره ایالت کارولینای شمالی دست به صدور قطعنامه هالیفکس زد و به نمایندگان خود مجوز داد که رأی به استقلال بدهند. تا ماه ژوئن، ۹ کنگره ایالتی دیگر نیز آماده استقلال شده بودند و چهار ایالت باقیمانده یعنی پنسیلوانیا، دلاور، مریلند و نیویورک نیز یک‌یک به آنها پیوستند. در ۱۱ ژوئن ۱۷۷۶، دومین کنگره قاره‌ای کمیته‌ای تشکیل داد تا سندی در شرح توجیهات جدایی از بریتانیا تنظیم شود. نهایتا در ۲ ژوئیه همان سال، کنگره به استقلال رای مثبت داد.
اعلامیه استقلال عمدتا توسط توماس جفرسون نوشته و از سوی کمیته مذکور در کنگره ارائه شد. اعضای کنگره در تاریخ ۴ ژوئیه متفقا به این اعلامیه رأی مثبت دادند و بدین شکل هر مستعمره تبدیل به یک ایالت مستقل و خودمختار شد. قدم بعدی تشکیل یک اتحادیه برای تسهیل روابط بین‌المللی بود.
دومین کنگره قاره‌ای در ۱۵ نوامبر ۱۵۷۷، اصول کنفدراسیون را برای تصویب از سوی ایالت‌ها تایید نمود. این اصول در یکم مارس ۱۷۸۱ به طور کامل تصویب شدند. پس از آن کنگره قاره‌ای منحل شد و کنگره فدرال جای آن را گرفت که ساموئل هانتینگتون مقام ارشد آن بود.

## هدف از انقلاب
به نظر اقتصاددان مائوئیست سمیر امین، انقلاب آمریکا، با وجود تحلیل‌هایی که از آن می‌شود، بیشتر نبردی برای دستیابی به استقلال و خارج شدن از سلطهٔ امپراتوری انگلستان بود و چندان به دلایل اجتماعی صورت نگرفت. مستعمره‌نشینان آمریکایی، در قیام خود علیه پادشاهی انگلیس، ابداً نمی‌خواستند روابط اقتصادی و اجتماعی خود را دگرگون سازند؛ آن‌ها خواستار آن بودند که از آن پس دیگر منافع خود را با طبقهٔ حاکمهٔ کشور مادر تقسیم نکنند. به این ترتیب، هدف از کسب قدرت ایجاد جامعه‌ای متفاوت با رژیم مستعمراتی پیشین نبود، بلکه نوعی جداسازی منافع بود.
فیلسوف انگلیسی توماس پین دلیل انقلاب آمریکا را نبرد برای حفظ آمریکا به عنوان پناهگاه آزادی و مقاومت عقل سلیم آدمی در برابر تهدیدهای خودکامگان می‌دانست. پین می‌گوید «انقلاب آمریکا بر این اساس شکل گرفت که دولت یک قرارداد اجتماعی بین مردم است و نه یک حاکمیت ذاتی که از سوی خدا به کسی اهدا شده باشد.»